# Салаев, Гаджи Гаджи Баба оглы
Гаджи Гаджи Баба оглы Салаев (азерб. Salayev Hacı Hacı Baba oğlu; род. 28 июня 1968 году, Сумгаит, Азербайджанская ССР) — государственный и политический деятель. Депутат Милли меджлиса Азербайджанской Республики IV, V созывов.

## Биография
Родился Гаджи Салаев 28 июня 1968 году в городе Сумгаит, Республики Азербайджан.
С 1975 по 1985 годы проходил обучение в средней школе № 6 города Баку.
В 1994 году завершил обучение в Азербайджанском институте народного хозяйства на планово-экономическом факультете.
В 2002 году завершил обучение в Бакинском Государственном Университете на юридическом факультете.
В июне 1985 года начал трудовую деятельность в производственном объединении «Спорт» в должности рабочего. С ноября 1986 года по октябрь 1988 года проходил действительную срочную военную службу в рядах Советской армии. После увольнения из армии работал товароведом, затем экономистом в производственном объединении «Спорт».
В ноябре 1991 года был назначен директором филиала «Шебеке» производственного объединения Народного Творчества по подаркам и художественным изделиям.
С февраля 1996 года по октябрь 2002 года проходил военную службу в Специальном Управлении при Президенте Азербайджанской Республики (Министерство Национальной Безопасности). За время службы работал на различных должностях. Последней занимаемой должностью была должность начальника отдела Министерства Национальной Безопасности Азербайджанской Республики. Полковник в запасе.
С ноября 2002 года по март 2005 года занимал должность генерального директора охранной компании TRUST.
С августа 2005 года по март 2006 года работал советником по вопросам безопасности и начальником Департамента Безопасности Государственной Нефтяной Компании Азербайджанской Республики.
С марта 2006 года по февраль 2010 года занимал должность председателя правления охранной компании «TRUST».
29 ноября 2010 года избран депутатом Милли Меджлиса Азербайджанской Республики IV созыва. Был членом Комитета Милли Меджлиса по безопасности и обороне. В 2011—2015 годах был заместителем председателя Постоянной комиссии по правовым вопросам Парламентской Ассамблеи Содружества Независимых Государств. С 2012 по 2015 годы являлся руководителем рабочей группы по связям с Парламентами Азербайджана и Перу.
24 ноября 2015 года вновь избран депутатом Милли Меджлиса Азербайджанской Республики V созыва. Был членом Комитета Милли Меджлиса по обороне, безопасности и борьбе с коррупцией. С 2016 года работал руководителем рабочей группы Милли Меджлиса по связям с Парламентами Азербайджана и Эстонии.
Женат, имеет четверых детей.

## Награды
- Медаль «За укрепление парламентского сотрудничества» (16 апреля 2015 года, Межпарламентская ассамблея СНГ) — за особый вклад в развитие парламентаризма, укрепление демократии, обеспечение прав и свобод граждан в государствах — участниках Содружества Независимых Государств[3].